# Badfinger
Badfinger var ett brittiskt pop/rockband från Swansea i Wales som var aktivt mellan 1969 och 1984.

## Historik
Badfinger bildades år 1968 och hade sin storhetstid under det tidiga 1970-talet. De blev uppmärksammade för att de lyckats få kontrakt hos The Beatles skivbolag Apple Records. Under dessa år bestod gruppen av Pete Ham (sång, gitarr), Tom Evans (bas, sång), Joey Molland (sång, gitarr) samt Mike Gibbins (trummor). Trots framgångarna mynnade flera ekonomiska och administrativa motgångar ut i att två av gruppens medlemmar begick självmord.
Gruppen hette först "The Iveys" och hade då spelat sedan mitten av 1960-talet. John Lennon ville att bandet skulle heta "Glass Onion", men ingen av bandmedlemmarna tyckte om idén. Lennon använde senare namnet till en av Beatles låtar. Istället tog bandet namnet "Badfinger" som en referens till "Badfinger Boogie" vilket var arbetsnamnet för Beatles-låten "With a Little Help from My Friends".  
Innan namnbytet hade de hunnit släppa "Maybe Tomorrow" som singel. Låten blev en hitsingel i Nederländerna, men gick obemärkt förbi både i USA och hemlandet. Med nästa singel "Come and Get It", skriven av Paul McCartney, fick de dock sitt stora genombrott. Även singlarna "No Matter What" och "Day After Day" blev framgångsrika, både i Storbritannien och USA.
Största succén hade annars Harry Nilsson och Mariah Carey med den av Badfinger skrivna låten "Without You".
Trots gruppens hitsinglar och att deras Apple-album No Dice (producerad av George Harrison) och Straight Up mestadels bemötts med goda recensioner och bra försäljning i USA tornade ekonomiska problem upp under ytan. Efter att gruppen släppt sitt sista album Ass på Apple Records dröjde det inte länge innan bolaget slutade ge ut skivor. Bolagets enorma ekonomiska problem och de snåriga kontrakt gruppen haft med managern och affärsmannen Stan Polley under tiden där, gjorde att gruppen förlorade stora summor pengar. De vann mycket i goodwill på att George Harrison fått med dem på den stora välgörenhetsgalan "The Concert for Bangla Desh" i New York 1971, men gjorde som grupp ekonomisk förlust på denna USA-färd.
De fick ett nytt kontrakt hos Warner Bros. men problemen fortsatte, och efter två album 1974 vägrade Warner att ge ut ett tredje inspelat album om de inte kompenserades ekonomiskt av Polley. Pete Ham var i ekonomisk knipa 1975 samtidigt som hans fru väntade barn, och mycket deprimerad valde han att begå självmord i april 1975. Badfinger upplöstes därefter och de övriga medlemmarna försökte starta nya band, men tvingades senare ta andra jobb utanför musikbranschen.
Evans och Molland återupplivade Badfinger 1979 då albumet Airwaves lanserades på Elektra Records. Ett sista album Say No More lanserades 1981 och från det blev singeln "Hold On" en mindre amerikansk framgång. Evans och Molland turnerade därefter var för sig med band som båda kallades Badfinger, vilket försämrade relationen dem emellan. Efter att de blivit rejält osams i november 1983, om inkomster rörande den tidigare Badfinger-kompositionen "Without You", begick Evans självmord i sitt hem i Richmond, England.
Dan Matovina skrev en detaljerad biografi över Badfinger som lanserades 1998, Without You: The Tragic Story of Badfinger. Det album som Warner Bros. stoppat 1975 släpptes år 2000 under titeln Head First.
Inte förrän 2013 löstes frågan om gruppens inkomster helt. Den ende som då fortfarande var i livet från gruppens storhetstid 1969–1974 var Joey Molland. Trummisen Mike Gibbins dog 2005.
I TV-serien Breaking Bad spelas Badfinger-låten "Baby Blue" i avslutningsscenen på sista säsongen.

## Medlemmar
Originalbesättning
- Pete Ham (född Peter William Ham 27 april 1947 i Swansea i Wales – död 23 april 1975 i Surrey i England) – sång, gitarr (1969–1975)
- Tom Evans  (född 21 juni 1947 i Liverpool, England - död 23 november 1983 i London, England) – basgitarr, sång (1969–1975, 1978–1981)
- Joey Molland (född Joseph Charles Molland 21 juni 1948 i Liverpool) – sång, gitarr (1969–1974, 1978–1984)
- Mike Gibbins  (född Michael George Gibbins 12 mars 1949 i Swansea – död 4 oktober 2005) – trummor (1969–1975, 1978)

Övriga medlemmar
- Rob Stawinsky – trummor (1972)
- Bob Jackson (född Robert Jackson 6 januari 1948 i Coventry, England) – keyboard, sång (1974–1975)
- Kenny Harck – trummor (1978)
- Joe Tansin – gitarr, sång (1978)
- Tony Kaye (född Anthony John Selvidge 11 januari 1946 i Leicester, England) – keyboard (1979–1981)
- Bob Schell – gitarr (1979)
- Ian Wallace (född Ian Russell Wallace 29 september 1946 i Bury, Lancashire, England – död 22 februari 2007 i Los Angeles, Kalifornien, USA) – trummor (1979–1980)
- Richard Bryans – trummor (1980–1981)
- Rod Roach – gitarr (1980)
- Glen Sherba – gitarr (1980–1981)
- Randy Anderson (född Randall Anderson 17 juli 1959 i Rome, Georgia, USA – död 5 maj 2002 i Rome, Georgia) – gitarr, sång (1984)
- Al Wodtke – basgitarr, sång (1984)

I perioden 1981 - 1984 fanns två versioner av Badfinger:
Molland's Badfinger
- Joey Molland – sång, gitarr, keyboard (1981–1984)
- Larry Lee (född Lawrence H. Lee Jr. 7 mars 1943 i Memphis, Tennessee, USA – död 30 oktober 2007 i Memphis) – basgitarr, sång (1981)
- Joe Tansin – gitarr, sång (1981)
- Bobby Wickland – trummor (1981–1982)
- Craig Howlett – basgitarr (1982)
- Ted Turner (född David Alan Turner 2 augusti 1950 i Birmingham, England) – gitarr (1982)
- Rick Reid – basgitarr (1983–1984)
- Steve Craiter – trummor (1983–1984)
- Andrew Russel – keyboard (1983–1984)

Evans & Gibbins' Badfinger
- Tom Evans – sång, basgitarr, gitarr (1981–1984)
- Mike Gibbins – sång, trummor (1981–1982)
- Jimmy McCullogh – gitarr (1981–1982)
- Steve Johns – keyboard (1981–1982)
- Bob Evans – sång, keyboard, gitarr (1982)
- Fred Girard – sång, gitarr (1982)
- Bob Jackson – sång, keyboard, gitarr (1982–1984)
- Adam Allen – gitarr (1982)
- Reed Kailing – gitarr, sång (1982)
- Donnie Dacus – gitarr, sång (1982)
- Glen Sherba – gitarr (1983–1984)
- Tony Kaye – keyboard (1983–1984)
- Lenny Campanero – trummor (1983–1984)

## Diskografi (urval)
Album
- Magic Christian Music (1970)
- No Dice (1970)
- Straight Up (1971)
- Ass (1973)
- Badfinger (1974)
- Wish You Were Here (1974)
- Airwaves (1979)
- Say No More (1981)
- Day After Day (1990)
- BBC In Concert 1972-3 (1997)
- Head First (2000)

Singlar
- "Maybe Tomorrow" (1969)
- "Come & Get It" (1969)
- "No Matter What" (1970)
- "Day After Day" (1971)
- "Baby Blue" (1972)
- "Apple of My Eye" (1972)
- "Love Is Easy" (1974)
- "I Miss You" (1974)
- "Lost Inside Your Love" (1979)
- "Love Is Gonna Come at Last" (1979)
- "Hold On" (1981)